# استرنگ سیتی (اکلاهما)
استرنگ سیتی(به انگلیسی: Strong City) شهری در ایالت اکلاهما کشور ایالات متحده آمریکا است که جمعیت آن در سرشماری سال ۲۰۱۰ میلادی، ۴۷ نفر بوده‌است.